# Aぇ! group
Aぇ! group（ええ グループ）は、日本の男性アイドルグループ。所属事務所はSTARTO ENTERTAINMENT。所属レーベルはユニバーサルミュージック。2019年2月18日結成。2024年5月15日、シングル『《A》BEGINNING』でCDデビュー。

## メンバー

### 現メンバー
プロフィール出典
| 名前                                            | 生年月日               | 出身地 | 血液型 | メンバーカラー | 入所日        | 担当楽器                         | 備考     |
| ----------------------------------------------- | ---------------------- | ------ | ------ | -------------- | ------------- | -------------------------------- | -------- |
| 正門良規 （まさかど よしのり）                  | 1996年11月28日（28歳） | 大阪府 | AB型   | 青             | 2011年4月3日  | ギター                           |          |
| 末澤誠也 （すえざわ せいや）                    | 1994年8月24日（30歳）  | 兵庫県 | O型    | 赤             | 2009年4月3日  | ボーカル、ギター、ブルースハープ |          |
| 草間リチャード敬太 （くさま リチャード けいた） | 1996年1月11日（29歳）  | 京都府 | B型    | 黄             | 2009年2月13日 | サックス、ベース                 |          |
| 小島健 （こじま けん）                          | 1999年6月25日（26歳）  | 大阪府 | B型    | 紫             | 2012年7月14日 | キーボード                       | リーダー |
| 佐野晶哉 （さの まさや）                        | 2002年3月13日（23歳）  | 兵庫県 | B型    | 緑             | 2016年8月2日  | ドラム                           |          |

### 元メンバー
| 名前                           | 生年月日               | 出身地 | 血液型 | メンバーカラー | 入所日       | 担当楽器 | 備考               |
| ------------------------------ | ---------------------- | ------ | ------ | -------------- | ------------ | -------- | ------------------ |
| 福本大晴 （ふくもと たいせい） | 1999年10月16日（25歳） | 大阪府 | O型    | オレンジ       | 2011年4月3日 | ベース   | 2023年12月30日脱退 |

## 来歴

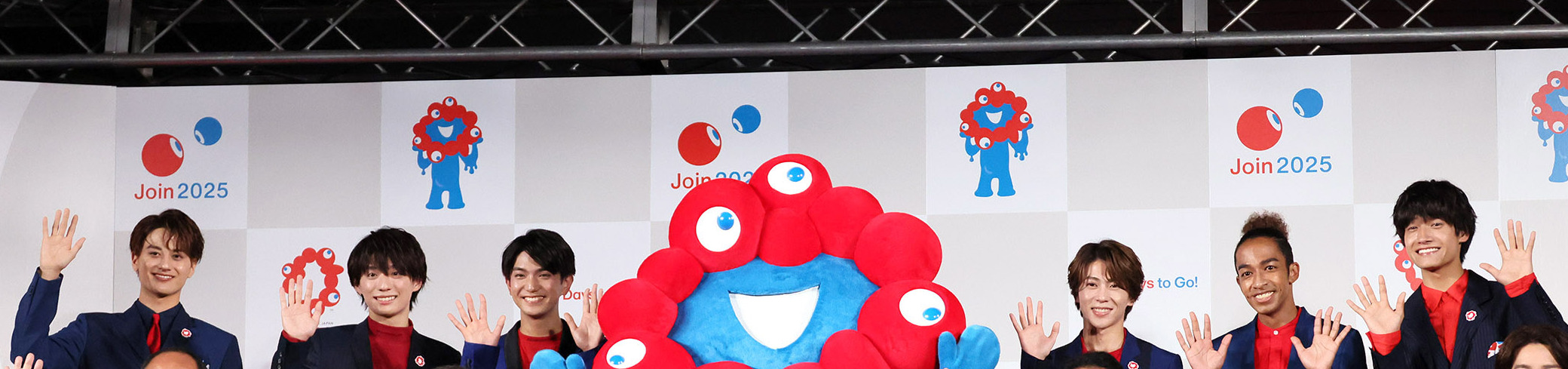
大阪・関西万博開幕1000日前イベントにて（2022年7月）

### 2019年 - 2024年：結成・ジュニア時代
2019年2月18日、Johnny's web、およびJohnny's netにて、新グループ「Aぇ! group（ええ グループ）」の結成が発表された。グループ名は、ジャニーズ事務所社長（当時）のジャニー喜多川が「君たちはええ（良い）グループ」という思いを込めて命名した。同年3月の関西ジャニーズJr.公演「SPRING SPECIAL SHOW 2019」にて、ファンにお披露目された。小島健がリーダーを務める。本人は、副リーダーを希望していたものの、多数決でリーダーに決定した。
結成発表の翌2月19日には、東京グローブ座にて「僕らAぇ! groupって言いますねん」の開催が発表された。横山裕が企画・演出を担当した本公演は、発表と同時に話題を呼び、チケット発売日の3月30日には、応募殺到につき即完売となったため、追加公演が決定。メンバーそれぞれが実際の特技や持ちネタを織り交ぜた芝居仕立ての本公演は、好評につき、同年8月・9月には、関西での凱旋公演も決定。これについても早々にチケットが完売したため、凱旋公演の追加公演も行われた。
2023年春からは、グループ初の全国ツアー「Aッ!!!!!!と驚き全国ツアー2023」を開催。同年10月には、小島がW主演を務めたテレビドラマ『帰ってきたらいっぱいして。』で、グループ初のドラマ主題歌「純情パスファインダー」を担当。同年11月には「anan AWARD 2023」エモーショナル部門を受賞した。
同年12月30日、所属事務所のSMILE-UP.（旧・ジャニーズ事務所）は、福本大晴について、コンプライアンス違反を理由にマネージメント契約を解除したことを明らかにした（違反の内容は明らかにされていない）。残るメンバー5人は、ジュニアのファンクラブサイトにコメントを掲載し、今後は5人でグループ活動を継続する声明を出した。2024年1月5日、この件を受け、レギュラー出演する『THE GREATEST SHOW-NEN』（朝日放送テレビ）の当面の番組放送休止が発表されたが、1月11日には、20日から放送再開することが発表された。
1月13日に情報番組『あさパラS』に出演した佐野によると、自身を含む5人は福本脱退の情報は事務所によって発表された時とほぼ同時に聞いており、発表したこと以上の深いこと、情報を知らない状態であり、福本の違反の詳細を把握しきれているわけではない、とコメントした。また、正門も後日のインタビューで「正直、寝耳に水というか、今もよく分かっていなくて」と答えた。

### 2024年 -：CDデビュー後
2024年3月16日、京セラドームにて開催された「Aぇ! group Aッ倒的ファン大感謝祭 in 京セラドーム大阪 〜みんなホンマにありがとう〜」にて、同年5月15日にシングル『《A》BEGINNING』をユニバーサルミュージックよりリリースすることを発表した。同時に、公式Xも開設され、フォロワーは、1日で21万人を超えた。
CDデビューは、2023年に行われた全国ツアー終了後、福本脱退前の6人で井ノ原快彦と大倉忠義（SUPER EIGHT）より告げられた。そして、ファンには自分たちの口から伝えたいという希望により、ファンミーティングの場が設けられ、配信も実現した。最終的に5人でデビューという形になったことについて、小島は記者会見の場で「半年前に聞いているという時点でみなさん察する通り、（6人でのデビューは）あと1歩やった。でも6人時代があってこその5人。俺たちが、前を向いてやっていくしかない。その意思しかない。悔しいし、戻れるなら…みたいなのもあるかもしれないけどそれでも、ここから俺たちがやるべきことをやらないといけない。前を向いて突っ走っていきたい」とコメントした。
ファンクラブの発足も決定し、4月8日より入会受付が開始された。4月9日には、単独YouTubeチャンネルを開設、4月12日には、Instagramを開設した。
5月15日、シングル『《A》BEGINNING』をリリース。同事務所からのメジャーデビューは、2022年10月のTravis Japan以来1年7か月ぶりで、STARTO ENTERTAINMENTからは第1号となる。リリース前日の14日には、午後1時に道頓堀川の船上からデビューサプライズイベントを開催。イベントの告知が行われたのは、イベント開始1時間前だったにもかかわらず、約7,000人のファンが祝福に駆け付けた。深夜には、公式YouTubeチャンネルにて「ジュニア最後の夜を一緒に 緊急生配信スペシャル！」と題したライブ配信が行われ、15日0時に向けてカウントダウンを行い、ファンと共にデビュー日を迎えた。
5月25日より、グループ初のアリーナツアー「Aぇ! group Debut Tour 〜世界で1番AぇLIVE〜」がスタート。全国8都市を巡り、32公演で37万人を動員した。7月には、TikTokアカウントを開設。
9月14日、同年5月にSUPER EIGHT・WEST.・なにわ男子で結成された関西発のドリームユニット・KAMIGATA BOYZに参加することを発表。9月18日にリリースされたデジタルシングル『世界を明るく照らしましょう』より合流。12月31日には、YouTubeでグループとして初のカウントダウン生配信を行った。
2025年、グループ結成日の2月18日に1stアルバム『D.N.A』をリリース。オリコン週間アルバムランキングにて初週24.7万枚を売り上げ、初登場1位を獲得した。本アルバムを引っ提げた全国アリーナツアー「Aぇ! group LIVE TOUR 2025 D.N.A」を2月よりスタート。

## 受賞歴
2023年
- anan AWARD 2023 エモーショナル部門

2024年
- オリコン上半期ランキング 2024 アーティスト別セールス部門 新人ランキング1位
- anan AWARD 2024 ドラマティック部門
- 第37回 小学館 DIMEトレンド大賞2024 ベストキャラクター賞
- 第57回 オリコン年間ランキング2024 アーティスト別セールス部門 新人ランキング1位

2025年
- 第2回トップカバーアワード グループ部門賞
- 第39回日本ゴールドディスク大賞
  - 「ニュー・アーティスト・オブ・ザ・イヤー｣（邦楽）
  - 「ベスト5ニュー・アーティスト」
  - 「ベスト5シングル」（邦楽）：『《A》BEGINNING』

## ディスコグラフィ
順位はオリコン週間ランキング、Billboard JAPAN「Hot 100」の週間ランキングでの最高位を示す。

### シングル
|          | 発売日        | タイトル       | 形態            | 形態                    | 規格品番  | 順位    | 順位 | 初週売上 | 収録アルバム |
| オリコン | 発売日        | タイトル       | 形態            | 形態                    | 規格品番  | Hot 100 |      | 初週売上 | 収録アルバム |
| -------- | ------------- | -------------- | --------------- | ----------------------- | --------- | ------- | ---- | -------- | ------------ |
| 1st      | 2024年5月15日 | 《A》BEGINNING | CD+DVD          | 初回盤A                 | UPCA-9001 | 1位     | 2位  | 62.5万枚 | D.N.A        |
| 1st      | 2024年5月15日 | 《A》BEGINNING | CD+DVD          | 初回盤B                 | UPCA-9002 | 1位     | 2位  | 62.5万枚 | D.N.A        |
| 1st      | 2024年5月15日 | 《A》BEGINNING | CD              | 通常盤                  | UPCA-5001 | 1位     | 2位  | 62.5万枚 | D.N.A        |
| 1st      | 2024年5月15日 | 《A》BEGINNING | CD+フォトブック | UNIVERSAL MUSIC STORE盤 | PDCJ-5117 | 1位     | 2位  | 62.5万枚 | D.N.A        |
| 2nd      | 2024年10月9日 | Gotta Be       | CD+DVD          | 初回限定盤A             | UPCA-9003 | 1位     | 1位  | 39.1万枚 | D.N.A        |
| 2nd      | 2024年10月9日 | Gotta Be       | CD+DVD          | 初回限定盤B             | UPCA-9004 | 1位     | 1位  | 39.1万枚 | D.N.A        |
| 2nd      | 2024年10月9日 | Gotta Be       | CD+フォトブック | 初回限定盤C             | UPCA-9005 | 1位     | 1位  | 39.1万枚 | D.N.A        |
| 2nd      | 2024年10月9日 | Gotta Be       | CD              | 通常盤                  | UPCA-5002 | 1位     | 1位  | 39.1万枚 | D.N.A        |
| 3rd      | 2025年6月18日 | Chameleon      | CD+Blu-ray      | 初回限定盤A             | UPCA-9010 | 1位     | 2位  | 45.5万枚 | 未収録       |
| 3rd      | 2025年6月18日 | Chameleon      | CD+DVD          | 初回限定盤A             | UPCA-9011 | 1位     | 2位  | 45.5万枚 | 未収録       |
| 3rd      | 2025年6月18日 | Chameleon      | CD+Blu-ray      | 初回限定盤B             | UPCA-9012 | 1位     | 2位  | 45.5万枚 | 未収録       |
| 3rd      | 2025年6月18日 | Chameleon      | CD+DVD          | 初回限定盤B             | UPCA-9013 | 1位     | 2位  | 45.5万枚 | 未収録       |
| 3rd      | 2025年6月18日 | Chameleon      | CD+Blu-ray      | 初回限定盤C             | UPCA-9014 | 1位     | 2位  | 45.5万枚 | 未収録       |
| 3rd      | 2025年6月18日 | Chameleon      | CD+DVD          | 初回限定盤C             | UPCA-9015 | 1位     | 2位  | 45.5万枚 | 未収録       |
| 3rd      | 2025年6月18日 | Chameleon      | CD              | 通常盤                  | UPCA-5003 | 1位     | 2位  | 45.5万枚 | 未収録       |

### アルバム
|     | 発売日        | タイトル | 形態       | 形態        | 規格品番  | 順位 | 初週売上 |
| --- | ------------- | -------- | ---------- | ----------- | --------- | ---- | -------- |
| 1st | 2025年2月18日 | D.N.A    | CD+Blu-ray | 初回限定盤A | UPCA-9006 | 1位  | 24.7万枚 |
| 1st | 2025年2月18日 | D.N.A    | CD+DVD     | 初回限定盤A | UPCA-9007 | 1位  | 24.7万枚 |
| 1st | 2025年2月18日 | D.N.A    | CD+Blu-ray | 初回限定盤B | UPCA-9008 | 1位  | 24.7万枚 |
| 1st | 2025年2月18日 | D.N.A    | CD+DVD     | 初回限定盤B | UPCA-9009 | 1位  | 24.7万枚 |
| 1st | 2025年2月18日 | D.N.A    | CD         | 通常盤      | UPCA-1001 | 1位  | 24.7万枚 |

### 映像作品
順位は週間オリコンランキングのDVDランキング、Blu-rayランキングでの最高順位を示す。総合はミュージックDVD・BDランキングを示す。
|     | 発売日        | タイトル                                                             | 形態                  | 形態   | 規格品番    | 順位                            | 初週売上                                        |
| --- | ------------- | -------------------------------------------------------------------- | --------------------- | ------ | ----------- | ------------------------------- | ----------------------------------------------- |
| -   | 2023年3月10日 | 西からAぇ! 風吹いてます！〜おてんと様も見てくれてますねん LIVE2022〜 | 2DVD                  | 2DVD   | JIBA-0044/5 | -                               | -                                               |
| 1st | 2024年12月4日 | Aぇ! group Debut Tour 〜世界で1番AぇLIVE〜                           | 2Blu-ray              | 初回盤 | UPXA-9001   | DVD：1位 Blu-ray：1位 総合：1位 | DVD：42,546枚 Blu-ray：83,733枚 総合：126,279枚 |
| 1st | 2024年12月4日 | Aぇ! group Debut Tour 〜世界で1番AぇLIVE〜                           | 2DVD                  | 初回盤 | UPBA-9001   | DVD：1位 Blu-ray：1位 総合：1位 | DVD：42,546枚 Blu-ray：83,733枚 総合：126,279枚 |
| 1st | 2024年12月4日 | Aぇ! group Debut Tour 〜世界で1番AぇLIVE〜                           | 2Blu-ray              | 通常盤 | UPXA-1001/2 | DVD：1位 Blu-ray：1位 総合：1位 | DVD：42,546枚 Blu-ray：83,733枚 総合：126,279枚 |
| 1st | 2024年12月4日 | Aぇ! group Debut Tour 〜世界で1番AぇLIVE〜                           | 2DVD                  | 通常盤 | UPBA-1001/2 | DVD：1位 Blu-ray：1位 総合：1位 | DVD：42,546枚 Blu-ray：83,733枚 総合：126,279枚 |
| 2nd | 2025年9月24日 | Aぇ! group LIVE TOUR 2025 D.N.A                                      | 2Blu-ray+フォトブック | 初回盤 | UPXA-9002   |                                 |                                                 |
| 2nd | 2025年9月24日 | Aぇ! group LIVE TOUR 2025 D.N.A                                      | 2DVD+フォトブック     | 初回盤 | UPBA-9002   |                                 |                                                 |
| 2nd | 2025年9月24日 | Aぇ! group LIVE TOUR 2025 D.N.A                                      | 2Blu-ray              | 通常盤 | UPXA-1003/4 |                                 |                                                 |
| 2nd | 2025年9月24日 | Aぇ! group LIVE TOUR 2025 D.N.A                                      | 2DVD                  | 通常盤 | UPBA-1003/4 |                                 |                                                 |

### ミュージックビデオ
| 公開日        | タイトル       | リンク     | 監督       |
| ------------- | -------------- | ---------- | ---------- |
| 2024年4月15日 | 《A》BEGINNING | [ 動画 1 ] | 大久保拓朗 |
| 2024年9月6日  | Gotta Be       | [ 動画 2 ] | 瀬里義治   |
| 2025年1月7日  | Hello          | [ 動画 3 ] | 涌井嶺     |
| 2025年4月22日 | Destiny        | [ 動画 4 ] |            |
| 2025年5月15日 | Chameleon      | [ 動画 5 ] |            |

### CD未収録曲
JASRAC公式サイト上の「作品データベース検索サービス」におけるアーティスト名に「Aぇ! group」を含む楽曲の検索結果をもとに記載。
| タイトル              | 作詞     | 作曲         | 作品コード |
| --------------------- | -------- | ------------ | ---------- |
| 神様のバカヤロー      | 小島健   | 佐野晶哉     | 246-3812-9 |
| ボクブルース          | 小島健   | 佐野晶哉     | 249-4118-2 |
| スパイシーLOVE        | 高木誠司 | DR.DALMATIAN | 249-4120-4 |
| PRIDE                 | 川島亮祐 | サクマリョウ | 268-9629-0 |
| Aッ!!!!!!             | 高木誠司 | 高木誠司     | 275-2594-5 |
| ストーリぃ!           | 佐野晶哉 | 佐野晶哉     | 279-0874-7 |
| 愛してるって言わNight | 小島健   | 佐野晶哉     | 302-2158-7 |

## タイアップ
| 起用年 | タイトル             | タイアップ先                                     |
| ------ | -------------------- | ------------------------------------------------ |
| 2023年 | Aッ!!!!!!            | 毎日放送『Aぇ!!!!!!ゐこ』エンディングテーマ      |
| 2023年 | 純情パスファインダー | 読売テレビ『帰ってきたらいっぱいして。』主題歌   |
| 2023年 | +You                 | MBS・TBS系『サタデープラス』テーマソング         |
| 2024年 | Never End            | 朝日放送テレビ・テレビ朝日『離婚後夜』主題歌     |
| 2024年 | Colorful Days        | 「CAKE LINK」CMソング                            |
| 2025年 | ROCK'NPOP            | アニメーション映画『ヨウゼン』日本語吹替版主題歌 |
| 2025年 | Destiny              | テレビ朝日系『ムサシノ輪舞曲』主題歌             |

## 出演

### テレビ番組
- まちけん参上! 〜あなたの街のおもしろ検定〜（2019年4月14日 - 2020年3月24日[注釈 3]、NHK大阪）[73]
- Aぇ! groupのAぇ! 関西プロジェクト（2019年9月8日、関西テレビ）[74]
- なにわからAぇ! 風吹かせます! 〜なにわイケメン学園×Aぇ! 男塾〜（2019年11月4日 - 2021年3月29日、関西テレビ）[75]
  - なにわからAぇ! 未来&新番組始めます宣言（2019年10月28日、関西テレビ）[76]
  - なにわからAぇ! 風吹かせます!（2024年11月29日、関西テレビ）[77]
- ドデスカ!（名古屋テレビ）
  - 木曜コーナー「ハヤリモン!」月1担当（2019年12月26日 - ）[78]
  - 「Aぇ! groupの東海地方Aぇとこ入門!」月1担当（2020年10月19日 - ）[79][80]
  - 「ココえぇとこや〜ん」月1担当（2021年11月22日 - ）[81]
  - 木曜コーナー「この学校えぇとこや〜ん」（2023年4月 - ）[82][83]
- THE GREATEST SHOW-NEN（2020年11月7日 - 2024年3月9日、朝日放送テレビ）[84][85]
- Aぇ!!!!!!ゐこ（旧・関西ジャニ博）（2021年4月17日 - 、毎日放送）[86][87]
- あっちこっちAぇ!（2024年5月12日[88] - 9月29日[89]・2025年1月11日[90] - 、朝日放送テレビ）
- Aぇ! groupのQ&Aぇ!（2025年10月 - 予定、フジテレビ）[91]

### サポーター
- 24時間テレビ 愛は地球を救う（日本テレビ） - 関西ローカル枠スペシャルサポーター
  - 24時間テレビ 愛は地球を救う43（2020年8月22日・23日）[92]
  - 24時間テレビ 愛は地球を救う44（2021年8月21日・22日）[93]
  - 24時間テレビ 愛は地球を救う45（2022年8月27日・28日）[2][94]
  - 24時間テレビ 愛は地球を救う46（2023年8月26日・27日）[95]
- カミオト－上方音祭－（2022年5月28日・2023年6月17日、読売テレビ）- スペシャルサポーター[96][97]

### 映画
- おそ松さん 第2弾（2026年新春公開予定） - 主演[98]

### 広告
- HEP FIVE
  - 「HEP FIVE BARGAIN」（2022年6月27日 - 7月31日）- イメージキャラクター[99]
  - 「HEP FIVE BARGAIN」（2023年1月2日 - 31日）- イメージキャラクター[100]
- セブン-イレブン・ジャパン「関西グルメ巡り&Aぇやんグルメフェス」（2022年9月 - ） - WEB広告[101]
- whews（2022年12月 - ） - ブランドアンバサダー[102]
- 花王「#キッチン泡ハイターめっちゃAぇやんキャンペーン」（2023年4月 - ）[103]
- FILA 「23AWシーズン ブランドアンバサダー」（2023年7月 - ）[104][105]
- ダリヤ「パルティ」（2024年7月 - ）[106]
- UHA味覚糖「ぷっちょ」（2024年9月 - ）[107]
- 阪急阪神百貨店「CAKE LINK」（2024年11月 - ）[108]
- アベンヌ（2025年2月 - ） - イメージキャラクター[109]

### ラジオ番組
- Aぇ! groupのオールナイトニッポンPremium（2021年6月20日、ニッポン放送）[110]
  - Aぇ! groupのオールナイトニッポンPremium おまけ盤（2021年6月20日、ニッポン放送）[110]
- Aぇ! groupのMBSヤングタウン[111]（前：関西ジャニーズJr. Aぇ! group のMBSヤングタウン）[112]（2021年10月6日 - 、MBSラジオ）- 水曜日パーソナリティ[113]、週替わりで2人ずつ出演[114]
- Aぇ! groupデビューおめでとう!えぇやん!スぺシャル!!!!!（2024年6月9日、FM大阪）[115]

### ネット配信
- ジャニーズJr.チャンネル（現・ジュニアCHANNEL）（2021年1月5日 - 2024年4月9日[116]、YouTube） - 火曜日担当[注釈 4][120]
- BORDERLESS（Netflix）
  - BORDERLESS Aぇ! group デビューまでのキセキ（2024年5月14日 - 6月5日）[121]
  - BORDERLESS Aぇ! group デビューツアーの裏側（2024年11月28日 - 12月19日）[122][123]
- あっちこっちAぇ! ―ちょっとひと息、Aぇ!時間―（2025年2月2日 - 、TELASA）[124]

### ミュージックビデオ
- KAMIGATA BOYZ「無責任でええじゃないかLOVE」（2024年）[125]

### ライブ・イベント
- 1000 Days to Go!（2022年7月18日、東京スカイツリータウンドームガーデン） - 大阪・関西万博1000日前イベント機運醸成応援団[126]
- マイナビ presents 第36回 東京ガールズコレクション 2023 SPRING/SUMMER（2023年3月4日、国立代々木競技場第一体育館）[127]
- イナズマロックフェス 2023（2023年10月9日、烏丸半島芝生広場 雷神STAGE）[128][129]
- 第73回銀杏祭（2023年11月3日、大阪公立大学杉本キャンパス） - シークレットゲスト[130]
- Rakuten GirlsAward 2024 SPRING/SUMMER（2024年5月3日、国立代々木競技場第一体育館） - 「FILAスペシャルステージ」シークレットゲスト[131]
- SUMMER SONIC 2025（2025年8月17日予定、万博記念公園）[132]

### コンサート
- 関西ジャニーズJr.「SPRING SPECIAL SHOW 2019」（2019年3月5日 - 31日、大阪松竹座）[17]
- ジャニーズJr.8・8祭 〜東京ドームから始まる〜（2019年8月8日、東京ドーム）[133]
- 関ジュ 夢の関西アイランド 2020 in 京セラドーム大阪 〜遊びにおいでや! 満足100%〜（2020年1月11日 - 13日、京セラドーム大阪）[134][135]
- Johnny's DREAM IsLAND 2020→2025 〜大好きなこの街から〜（2020年7月28日〔合同公演〕、万博記念公園 太陽の広場[136] / 8月24日・25日〔単独公演〕、大阪松竹座）- 配信コンサート[137]
- Kansai Johnny's Jr. DREAM PAVILION STARTING NOW 413 -Are you ready?-（2020年11月14日 - 23日、オリックス劇場）[138]
- 関西ジャニーズJr. あけおめコンサート2021 〜関ジュがギューっと大集合〜（2021年1月3日 - 5日、大阪城ホールから有料生配信）[注釈 5]
- 関西ジャニーズJr. Summer Special 2021（2021年7月30日 - 8月28日、大阪松竹座）[141][142]
- 関西ジャニーズJr. LIVE 2021-2022 THE BEGINNING 〜狼煙〜（2021年12月19日・20日〔単独公演〕、オリックス劇場 / 2022年1月2日 - 5日、大阪城ホール / 1月9日・10日、日本ガイシスポーツプラザ ガイシホール〔合同公演〕）[65][143]
- 関西ジャニーズJr. DREAM LIVE 2022（2022年10月23日、大阪城西の丸庭園）[144]
- WE ARE! Let's get the party STARTO!!（2024年4月10日、東京ドーム / 5月29日・30日、京セラドーム大阪）[145][146]

### 舞台
- 僕らAぇ! groupって言いますねん（2019年4月13日 - 21日、東京グローブ座）[9][18]
  - 僕らAぇ! groupって言いますねん 関西凱旋公演（2019年8月15日・16日、宇治市文化センター 大ホール / 8月22日 - 25日、エブノ泉の森ホール / 8月28日・29日、明石市立市民会館 / 9月4日 - 8日、ひこね市文化プラザ グランドホール）[21][64][147]
  - 僕らAぇ! groupって言いますねん（2024年2月18日）- 有料生配信[148][149]
- 僕らAぇ! groupがbrakeしそうですねん?!（2020年8月11日・12日、大阪松竹座） - 有料生配信[137]
- THE GREATEST SHOW-NEN 舞台『ガチでネバーエンディングなストーリぃ!』（2022年12月9日 - 15日、森ノ宮ピロティホール / 12月20日 - 2023年1月15日、東京グローブ座 / 1月24日・25日、上野学園ホール / 1月31日 - 2月2日、東海市芸術劇場 大ホール）[150][151]

## 雑誌連載
- KADOKAWA『関西ウォーカー』
  - 「Aぇ! groupの「2020年もAぇ!感じ」」（2020年1月21日号 - ）[174]
  - 「世界の文化に触れる!「Aぇ!感じ ザ・ワールド」」（2020年4月28日号 - 2021年10月号）[175][176]
- ワン・パブリッシング『TV LIFE』「なにわ男子×Aぇ! group スターになれるかは…俺ら次第やー!!」（2020年3号 - ）- なにわ男子との合同連載[177]
- 日之出出版『STAGE SQUARE』
  - 「THE GREATEST SHOW-NEN」（vol.48 - ） - 『THE GREATEST SHOW-NEN』とのコラボ連載[178]
  - 「This is Aぇ!!!!!!」[179]
- マガジンハウス『an・an』「Aぇ! 男たち」（2449号〈2025年6月4日発売号〉 - ）[180][181]